# Temburong

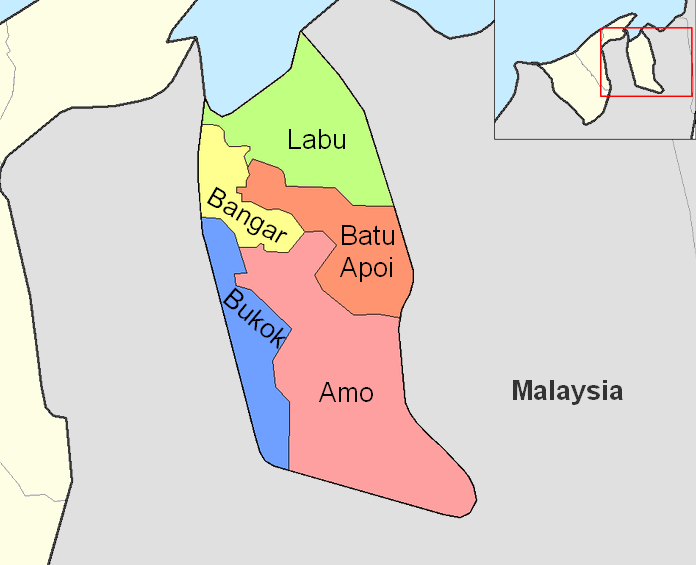
Temburong megyéi

Temburong vagy Temburong kerület Brunei legkeletibb körzete (daerah). Ez egy exklávé, mivel Malajzia és a Brunei-öböl elválasztja Brunei többi részétől, és a szárazföldről a Temburong hídon keresztül érhető el. Bangar a kerület fővárosa és közigazgatási központja. 2016-ban Temburongnak 10 543 lakosa volt.

## Földrajz
A körzetet északon a Brunei-öböl és Sarawak határolja, keleten, délen és nyugaton Malajzia. Temburong területe 1306 négyzetkilométer. A Temburong folyó átfolyik a kerületen.
Temburong öt mukimra (megyére) oszlik:
- Amo
- Bangar
- Batu Apoi
- Bokok
- Labu

Brunei első nemzeti parkja, a Ulu Temburong Nemzeti Park a kerület déli részén található, amely 550 négyzetkilométeren terül el a Temburong erdőben. A nemzeti parkban van egy tudományos kutatóközpont, a Kuala Belalong esőerdei terepi tanulmányi központ, amely csak hajóval közelíthető meg.

## Ökoturizmus
A körzet legnagyobb részét még mindig érintetlen erdő borítja, ez az ökoturizmus intenzív fejlődéséhez vezet Temburongban. Az ökoturisztikai eseményeket, például a „Cuti-Cuti Temburong" -t („Temburong ünnepek") 2008 végén indította el a „Kenali Negara Kitani" (KNK) néven ismert helyi turisztikai csoport, hogy ösztönözzék a helyi lakosokat és a külföldi turistákat, hogy elutazhatnak a Temburong kerületbe.

## Oktatás
A Sultan Hassan Középiskola Temburong egyetlen középiskolája, Bangarban található. A körzetben 13 általános iskola is működik.

## Egészségügy
1987-ben megnyílt a Pengiran Isteri Hajah Mariam kórház, amely 50 ágyat és különféle orvosi szolgáltatásokat nyújt, emellett számos falusi klinika is létezik a kerületben.

## Szabadidő
Temburong népszerű sportjai közé tartozik a labdarúgás, a netball és a sepak takraw.

## Fordítás
Ez a szócikk részben vagy egészben  a   Temburong District című angol Wikipédia-szócikk fordításán alapul.  Az eredeti cikk szerkesztőit annak laptörténete sorolja fel. Ez a jelzés csupán a megfogalmazás eredetét és a szerzői jogokat jelzi, nem szolgál a cikkben szereplő információk forrásmegjelöléseként.